# Linea Fujikyūkō
La linea Fujikyūkō (富士急行線?, Fujikyūkō-sen) è una linea ferroviaria privata giapponese a scartamento ridotto lunga 26,6 km. Si trova interamente nella Prefettura di Yamanashi e serve il versante nordest del Fuji, dal quale deriva il suo nome (Fuji Kyūkō significa Espresso Fuji)  È di proprietà ed è gestita dalla locale compagnia Fuji Kyūkō.

## Caratteristiche
La linea ferroviaria, elettrificata e interamente a binario singolo, unisce le stazioni di Ōtsuki e Kawaguchiko, nei pressi del lago Kawaguchi, passando dai 358 metri di altitudine della prima agli 857 metri della seconda, con un dislivello di quasi 500 metri. In molti punti della linea è possibile scorgere il profilo del monte Fuji. Presso il capolinea di Ōtsuki, vi è l'interscambio con i binari della linea principale Chūō del Gruppo JR, che collegano la linea Fujikyūkō con Tokyo a nord-est e Nagoya a ovest.
La ferrovia è ufficialmente divisa in due segmenti: la linea Ōtsuki (大月線?, Ōtsuki-sen) e la linea Kawaguchiko (河口湖線?, Kawaguchiko-sen), che sono di fatto entrambi considerati come un'unica entità.

## Servizi
I treni locali, che fermano a tutte le stazioni, percorrono la linea ogni circa 30 minuti. Sono inoltre presenti dei servizi rapidi ed espressi limitati (come il Mount Fuji Express).

## Percorso
- Tutte le stazioni si trovano nella Prefettura di Yamanashi
- I treni fermano in corrispondenza del simbolo "●"

| Linea             | Stazione               | Giapponese     | Altit. | Distanza interst. | Distanza totale | Locale | Rapido Fuji Tozan Densha | Esp.lim. Mt. Fuji | Collegamenti          | Posizione |
| ----------------- | ---------------------- | -------------- | ------ | ----------------- | --------------- | ------ | ------------------------ | ----------------- | --------------------- | --------- |
| Linea Ōtsuki      | Ōtsuki                 | 大月           | 358    | -                 | 0.0             | ●      | ●                        | ●                 | Linea principale Chūō | Ōtsuki    |
| Linea Ōtsuki      | Kamiōtsuki             | 上大月         | 358    | 0.6               | 0.6             | *      | \|                       | \|                |                       | Ōtsuki    |
| Linea Ōtsuki      | Tanokura               | 田野倉         | 392    | 2.4               | 3.0             | ●      | \|                       | \|                | Tsuru                 |           |
| Linea Ōtsuki      | Kasei                  | 禾生           | 421    | 2.6               | 5.6             | ●      | \|                       | \|                | Tsuru                 |           |
| Linea Ōtsuki      | Akasaka                | 赤坂           | 445    | 1.5               | 7.1             | ●      | \|                       | \|                | Tsuru                 |           |
| Linea Ōtsuki      | Tsurushi               | 都留市         | 467    | 1.5               | 8.6             | ●      | ●                        | \|                | Tsuru                 |           |
| Linea Ōtsuki      | Yamuramachi            | 谷村町         | 484    | 0.8               | 9.4             | ●      | \|                       | \|                | Tsuru                 |           |
| Linea Ōtsuki      | Tsuru-bunkadaigaku-mae | 都留文科大学前 | 503    | 1.2               | 10.6            | ●      | ●                        | ●                 | Tsuru                 |           |
| Linea Ōtsuki      | Tōkaichiba             | 十日市場       | 520    | 0.9               | 11.5            | ●      | \|                       | \|                | Tsuru                 |           |
| Linea Ōtsuki      | Higashi-Katsura        | 東桂           | 561    | 1.6               | 13.1            | ●      | \|                       | \|                | Tsuru                 |           |
| Linea Ōtsuki      | Mitsutōge              | 三つ峠         | 616    | 2.7               | 15.8            | ●      | ●                        | \|                | Nishikatsura          |           |
| Linea Ōtsuki      | Kotobuki               | 寿             | 710    | 3.0               | 18.8            | ●      | \|                       | \|                | Fujiyoshida           |           |
| Linea Ōtsuki      | Yoshiikeonsenmae       | 葭池温泉前     | 739    | 1.4               | 20.2            | ●      | \|                       | \|                | Fujiyoshida           |           |
| Linea Ōtsuki      | Shimoyoshida           | 下吉田         | 753    | 0.9               | 21.1            | ●      | ●                        | \|                | Fujiyoshida           |           |
| Linea Ōtsuki      | Gekkōji                | 月江寺         | 776    | 0.8               | 21.9            | ●      | \|                       | \|                | Fujiyoshida           |           |
| Linea Ōtsuki      | Fujisan                | 富士山         | 809    | 1.7               | 23.6            | ◎      | ◎                        | ◎                 | Fujiyoshida           |           |
| Linea Kawaguchiko | Fujisan                | 富士山         | 809    | 1.7               | 23.6            | ◎      | ◎                        | ◎                 | Fujiyoshida           |           |
| Fujikyū-Highland  | 富士急ハイランド       | 829            | 1.4    | 25.0              | ●               | ●      | ●                        | Fujikawaguchiko   |                       |           |
| Kawaguchiko       | 河口湖                 | 857            | 1.6    | 26.6              | ●               | ●      | ●                        | Fujikawaguchiko   |                       |           |